# Lugaid Iardonn
Vedi Lugaid per altre figure omonime e Lúg per la divinità da cui deriva il nome
Lugaid Iardonn, figlio di Énna Derg (... – ...), è stato, secondo la leggenda e la tradizione storica irlandese medievale, re supremo d'Irlanda del IX o VII secolo a.C..
Successe sul trono al padre che era morto di peste e regnò per nove anni prima di essere ucciso a Ráth Clochair da Sirlám, figlio di Finn mac Blatha. Il Lebor Gabála Érenn sincronizza il suo regno con quello di Artaserse I (465-424 a.C.) di Persia. Goffredo Keating data il suo regno dal 658 al 649 a.C. , gli Annali dei Quattro Maestri dall'881 all'872 a.C.

### Fonti antiche
- Seathrún Céitinn, Foras Feasa ar Éirinn 1.27
- Annali dei Quattro Maestri M4320-4328